# Infraestrutura de Vela do Lago Jinniu
A Infraestrutura de Vela do Lago Jinniu localiza-se no Lago Jinniu, em Nanquim, China.
O lago tem uma superfície de 16.665.000 metros quadrados, com uma profundidade média de 11 metros (ponto mais fundo a 27 metros). Celebrizando-se internacional por acolher a vela nos Jogos Olímpicos de Verão da Juventude de 2014, a infraestrutura recebeu igualmente o Espectáculo de Estrelas e Concurso de Esqui Aquático Sino-Americano em 2011, e os Campeonatos Nacionais OP de Vela em 2012, entre outros eventos.